# 海南黎族苗族自治区
海南黎族苗族自治区，是中华人民共和国1952年至1955年设置的一个地级行政区，在今海南岛中南部。
设立时辖乐东、保亭、白沙、东方、琼中等五县。
设立时自治区人民政府驻乐东黎族自治县抱由镇，1953年迁驻保亭县冲山镇，同时陵水、崖县划入自治区管辖，辖区共计七县。